# Relaciones Angola-Cuba
Las relaciones Angola-Cuba son las relaciones exteriores entre Angola y Cuba. Durante la guerra civil de Angola, las fuerzas de Cuba lucharon junto al gobierno marxista-leninista del Movimiento Popular para la Liberación de Angola (MPLA); Contra la Unión Nacional para la Independencia Total de Angola (UNITA) y Frente Nacional para la Liberación de Angola (FNLA), quienes fueron ayudados por el ejército sudafricano . El resultado actual de la guerra dio lugar a que el MPLA cambiara de un partido marxista-leninista a un sistema democrático multipartidista basado en los principios neoliberales (el MPLA también dejó de lado la extensión del "Partido Laborista" como un claro Signo de abandonar sus aspiraciones comunistas). Desde el punto de vista económico, Cuba ha perdido su estatus preferente entre los angoleños y Sudáfrica se ha convertido en el mayor inversionista individual y socio comercial de Angola (fuera de las ventas de petróleo).

## Historia

### Años 1960
La relación de Cuba con Angola comenzó en la década de 1960 como parte del movimiento de la "Segunda Revolución" anunciado por Fidel Castro. El movimiento tenía la intención de llevar el marxismo-leninismo a África comenzando principalmente en el Zaire (hoy conocido como República Democrática del Congo). El fracasado intento de asentarse en el Zaire presentó varias lecciones a Cuba que se utilizaron para identificar mejores naciones candidatas, líderes y mejores oportunidades de éxito.
En 1965 Che Guevara dijo a sus superiores que él no confiaba en 
Jonás Savimbi, y Savimbi posiblemente presentó un [...] peligro. Esto probablemente estaba relacionado con el hecho de que Savimbi no tenía ninguna aspiración notable hacia el marxismo-leninismo. Sin embargo, para sorpresa de Cuba, Agostinho Neto (el entonces líder del MPLA) tenía una fuerte inclinación marxista que se adaptaba a la agenda cubana. En la década de 1960 Cuba movilizó un grupo de trabajo para ayudar a Agostinho Neto a construir un ejército y llevar a cabo una campaña de terror contra los amos coloniales portugueses con la intención de ganar la independencia e instalar un estado marxista.

### 1975
En 1975, en respuesta a las demandas de la Revolución de los Claveles, Portugal decidió retirarse de sus colonias africanas. Por esta época Cuba ya se había infiltrado y había comenzado a realizar actividades a gran escala en las colonias portuguesas de Guinea-Bissau, Mozambique y Angola. De estas colonias africanas, Angola tiene grandes cantidades de petróleo y abundancia de otros recursos naturales. Dado que la década de los setenta se convirtió en el despertar de la era petrolífera y sabiendo que las grandes reservas de petróleo de Angola servirían para convertirla en un rico y fuerte promotor de una expansión marxista, Cuba se centró principalmente en apoyar movimientos rebeldes marxistas angoleños sobre los movimientos de liberación de otras colonias portuguesas, iniciando así la relación especial entre Cuba y Angola.
Portugal fijó la fecha de independencia de Angola para el 11 de noviembre de 1975. Tres movimientos de liberación prominentes defendieron el papel de líder del nuevo país independiente formado, a saber: UNITA, FNLA y el MPLA. Cada uno de los tres movimientos recibió asistencia extranjera, UNITA de los países occidentales, FNLA de China (y más tarde de Occidente) y MPLA de la URSS y Cuba. A pesar de que muchos intentos exhaustivos (por parte de Portugal) hicieron que los tres movimientos aceptaran un sistema democrático pacífico de reparto del poder (con democracia multipartidista), el espectro de ser el único gobernante de Angola parecía socavar cualquier solución pacífica. Cuba agregó al fracaso del Acuerdo de Alvor (unir a las tres partes) al inducir al MPLA a creer que con el respaldo de Cuba podrían dominar cualquier confrontación militar y ganar el gobierno de Angola.
Con el fracaso del Acuerdo de Alvor, el escenario fue fijado para un shoot-out del mediodía entre las tres partes en una competición del triunfo. El vencedor se convertiría en el líder todopoderoso de Angola. Parecía una conclusión inevitable que el partido que controlaba Luanda (la capital) el 11 de noviembre de 1975 sería reconocido como el partido gobernante. Esto puso al MPLA (que tenía una base en Luanda) con una ventaja natural. Los otros dos partidos buscaron ayuda militar extranjera para asumir el MPLA respaldado por Cuba y hacer un intento de ganar el control de Luanda.
Castro despidió al Presidente del Estado Mayor Conjunto ya los jefes de las Fuerzas Armadas Revolucionarias de Cuba (MINFAR) y de la Fuerza Aérea entre el 20 de agosto y el 5 de septiembre para que pusieran toda su energía en la planificación y orquestación La invasión cubana de Angola. Los soviéticos, conscientes de los planes de Castro, se opusieron a los planes de invasión de Castro (ya que los soviéticos creían correctamente que los cubanos podían desencadenar una mayor discordia en la distensión de la guerra fría), pero permanecieron junto a él. Castro pidió a Leonid Brézhnev que los oficiales de estado mayor entrenaran a los combatientes y el transporte de los soldados cubanos, pide que la URSS sea ignorada. Los soviéticos enviaron consejeros militares a los líderes del MPLA en Brazzaville. El gobierno cubano dio al MPLA 12.000 fusiles M-52 de Checoslovaquia, 133 RPG de Bulgaria, morteros, artillería ligera y ametralladoras.
Los dirigentes de Cuba nombraron a Raúl Díaz Argüelles comandante de la Misión Militar Cubana en Angola. Argüelles, subordinado al general Abelardo Colom Ibarra, primer viceministro de las FAR, viajó con 480 soldados de Cuba a Lisboa, Portugal y luego a Luanda. Se escaparon de la detección, llegando el 21 de agosto, haciéndose pasar por turistas. Ninguno llevaba armas. Muchos llevaban equipaje lleno de dinero en efectivo.
El intenso esfuerzo de los cubanos hizo del MPLA el principal poder militar. Viendo la masa de armas militares fabricadas por los soviéticos que llegaban a Angola (destinada a las fuerzas cubanas ya los cuadros del MPLA), Savimbi hizo un llamamiento desesperado a Occidente para obtener ayuda. La Agencia Central de Inteligencia de Estados Unidos (CIA) había estado siguiendo la construcción comunista en Angola y comprendió la gravedad de la situación. Aunque la CIA quería intervenir en gran escala, las leyes de Estados Unidos (Clark Amendment) restringieron severamente la intervención de la CIA en guerras no declaradas. La CIA intentó eludir su propia legislación y empleó a un número limitado de mercenarios comprometidos en Angola. La CIA también se dirigió a Sudáfrica (en ese momento un estado de apartheid) para recibir asistencia en respuesta a la acumulación cubana. Sudáfrica había invertido en el Plan Hidroeléctrico de Caluque en el sur de Angola (que alimentaba a Namibia) y tenía un temor natural de los efectos de la inestabilidad en Angola - por lo que Sudáfrica envió inicialmente tropas para proteger el Esquema Hidrográfico (y más tarde intervino en la guerra civil).
El gobierno de la Unión Soviética, muy consciente de la actividad de Sudáfrica en el sur de Angola, voló soldados cubanos a Luanda una semana antes del 11 de noviembre, fecha declarada de la independencia. Mientras los oficiales cubanos encabezaban la misión y proporcionaban la mayor parte de la fuerza de tropas, 60 oficiales soviéticos de la República del Congo se unieron a los cubanos el 12 de noviembre. Los dirigentes soviéticos prohibieron expresamente a los cubanos intervenir en la guerra civil de Angola , Concentrando la misión en contener Sudáfrica. Cuba hizo caso omiso de las súplicas soviéticas y emprendió una invasión a gran escala con un asombroso contingente de 35.000 soldados que aterrizó en Angola en el momento culminante de su invasión.
En 1975 y 1976 la mayoría de las fuerzas extranjeras, con la excepción de Cuba, se retiraron. Los últimos elementos de los militares portugueses se retiraron en 1975. Los Estados Unidos se encontraron en un callejón sin salida político con el apoyo del gobierno interno y la discordia sobre la cuestión de Angola (de la que Cuba y la URSS se aprovecharon). Finalmente, en febrero de 1976, la Enmienda Tunney prohibió a los Estados Unidos participar en Angola. Sin el apoyo oficial estadounidense, los militares sudafricanos comenzaron su retirada en febrero de 1976. Por otra parte, la fuerza de tropas de Cuba en Angola aumentó de 5.500 en diciembre de 1975 a 11.000 en febrero de 1976. Las fuerzas del FNLA fueron aplastadas por la Operación Carlota, un ataque conjunto cubano-angolano contra Huambo el 30 de enero de 1976. 
A mediados de noviembre, el gobierno de Huambo había ganado el control sobre el sur de Angola y comenzó a empujar hacia el norte.

### 1977
El gobierno angoleño y las tropas cubanas controlaban todas las ciudades del sur en 1977, pero los caminos del sur se enfrentaban a los reiterados ataques de la UNITA. Savimbi expresó su disposición para el acercamiento con el MPLA y la formación de un gobierno unitario, socialista, pero insistió en la retirada cubana primero. "El verdadero enemigo es el colonialismo cubano", dijo Savimbi a periodistas, advirtiendo, "Los cubanos se han apoderado del país, pero tarde o temprano sufrirán su propio Vietnam". El gobierno y las tropas cubanas utilizaron lanzallamas, bulldozers y aviones con napalm para destruir aldeas 1,6 millas a lo largo de la frontera entre Angola y Namibia. Sólo las mujeres y los niños pasaron por esta zona, "Castro Corridor", porque las tropas del gobierno habían matado a todos los hombres de diez años de edad o más para evitar que se unieran a la UNITA. El napalm mató ganado para alimentar a las tropas del gobierno y para tomar represalias contra los simpatizantes de la UNITA. Los angolanos huyeron de su patria; 10.000 hacia el sur a Namibia y 16.000 al este a Zambia, donde vivían en campos de refugiados. El ministro de Relaciones Exteriores británico expresó preocupaciones similares sobre la participación británica en la Guerra de Bush de Rhodesia durante las negociaciones de la Casa de Lancaster en 1980.

### Invasiones de Shaba

Provincia de Shaba, Zaire.

1.500 miembros del Frente de Liberación Nacional del Congo (FNLC) invadieron la provincia de Katanga, Shaba, Zaire, del este de Angola el 7 de marzo de 1977. El FNLC quiso derrocar a Mobutu y el gobierno angoleño, que sufre el apoyo de Mobutu a la FNLA ya la UNITA, no intentó detener la invasión. El FNLC no capturó Kolwezi, el centro económico de Zaire, pero tomó Kasaji y Mutshatsha. Las tropas de Zairian fueron derrotadas sin dificultad y el FNLC siguió avanzando. Mobutu apeló a Guillermo Eteki de Camerún, Presidente de la Organización de la Unidad Africana, para la ayuda el 2 de abril. Ocho días más tarde, el gobierno francés respondió a la súplica de Mobutu y aerotransportado 1.500 tropas marroquíes En Kinshasa. Esta fuerza de tropas trabajó conjuntamente con el ejército zaireño y el FNLA de Angola con la cubierta aérea de los pilotos egipcios que volaban el avión de combate francés Mirage para batir detrás el FNLC. La fuerza de la contrainvasión empujó al último de los militantes, junto con un número de refugiados, en Angola y Zambia en abril.
Mobutu acusó al gobierno angoleño, así como a los gobiernos cubano y soviético, de complicidad en la guerra. Mientras que Neto apoyó al FNLC, el apoyo del gobierno angoleño vino en respuesta al apoyo continuo de Mobutu a los anticomunistas de Angola. La Administración de Jimmy Carter, no convencida de la participación cubana, respondió ofreciendo una escasa cantidad de 15 millones de dólares de ayuda no militar. La timidez estadounidense durante la guerra provocó un cambio en la política exterior de los Estados Unidos a Francia, que se convirtió en el mayor proveedor de armas del Zaire después de la intervención. Neto y Mobutu firmaron un acuerdo fronterizo el 22 de julio de 1977.

### Revuelta nitista
El ministro del Interior de Agostinho Neto, Nito Alves, había derribado con éxito la rebelión oriental y la revuelta activa durante la Guerra de Independencia de Angola. El faccionalismo dentro del MPLA se convirtió en un gran desafío al poder de Neto a finales de 1975 y le dio a Alves la tarea de reprimir una vez más la disensión. Alves cerró los Comités Cabral y Henda al tiempo que amplió su influencia dentro del MPLA a través de su control de los periódicos nacionales y de la televisión estatal. Alves visitó la Unión Soviética en octubre de 1976. Cuando regresó, Neto comenzó a tomar medidas para neutralizar la amenaza que veía en los nitistas, seguidores de Alves. Diez coches blindados con la octava Brigada de la FAPLA irrumpieron en la prisión de São Paulo a las cuatro de la madrugada del 27 de mayo, matando al director de la prisión y liberando a más de 150 partidarios, entre ellos 11 que habían sido arrestados sólo unos días antes. La brigada asumió el control de la emisora de radio en Luanda a las 7 de la mañana y anunció su golpe, llamándose el Comité de Acción del MPLA. La brigada pidió a los ciudadanos que demostraran su apoyo al golpe al manifestarse frente al palacio presidencial. Los nitistas capturaron Bula y Dangereaux, generales leales a Neto, pero Neto había trasladado su base de operaciones desde el palacio al Ministerio de Defensa por temor a tal levantamiento.
En ese momento, Cuba ya había establecido un acuerdo con Neto para recibir aproximadamente 1.000 dólares por cubano (en Angola) haciendo de la invasión angoleña una empresa muy rentable para los cubanos. Cualquier disgusto a esta aventura no sería tolerado por los cubanos.
Por esta razón, en una flagrante intervención en asuntos internos de Angola, las tropas cubanas retomaron el palacio a petición de Neto y marcharon a la estación de radio. Después de una hora de lucha, los cubanos lo lograron y procedieron a los cuarteles de la 8.ª brigada, recapturados por 1:30 p. m. Mientras la fuerza cubana capturó el palacio y la estación de radio, los nitistas secuestraron a siete líderes dentro del gobierno y el ejército, disparando y matando a seis.
Mientras que los soldados de Cuba ayudaron activamente a Neto a dejar el golpe, Alves y Neto creyeron que la Unión Soviética apoyaba la expulsión de Neto. Raúl Castro envió cuatro mil tropas adicionales para evitar más disensiones dentro de las filas del MPLA y se reunió con Neto en agosto en una muestra de solidaridad. En contraste, la desconfianza de Neto en el liderazgo soviético aumentó y las relaciones con la URSS empeoraron.
El enclave petrolero de Cabinda (ubicado en Zaire / República Democrática del Congo) fue una colonia separada de Portugal que fue durante un tiempo el lugar de la gobernación del gobernador portugués de Angola. En el momento de la liberación, Cabinda fue incluida en la custodia angoleña y rápidamente absorbida por el MPLA. 
En el momento de la liberación, Cabinda fue asociada a Angola y rápidamente absorbida por el MPLA como parte de Angola. Los derechos de autodeterminación del pueblo de Cabinda, una nación geográficamente separada, fueron ignorados por el MPLA y el gobierno cubano. El Movimiento Popular para la Liberación de Cabinda, un grupo rebelde separatista de Cabinda, atacó una base cubana cerca de Tshiowa el 11 de agosto. Las fuerzas cubanas rechazaron cualquier ataque a los campos de petróleo de Cabinda y colocaron a más de 2.000 soldados que guardaban instalaciones de producción de petróleo de propiedad de compañías estadounidenses creando una dura ironía en la propaganda publicitada en Cuba.

### 1978
La UNITA publicó un comunicado de París el 13 de noviembre de 1978, en el que se detallaba un ataque contra la UNITA por 20.000 soldados de Portugal, Cuba, Katanga,  Alemania del Este, y el MPLA.

### Años 1980
La relación de Cuba con Angola se alteró, el comando militar se transferiría a los soviéticos y los cubanos se centrarían en un programa más humanitario y de infraestructura. Durante este período de tiempo, Cuba implementó una impresionante asistencia al MPLA para sentar las bases de un verdadero estado marxista con valores comunistas. Los cubanos trajeron a médicos, maestros e ingenieros. La asistencia médica cubana fue tan grande que el español llegó a ser conocido como el lenguaje de la medicina en Angola. Este aspecto clave de las relaciones angolano-cubanas aún perdura hasta nuestros días. Además de proporcionar maestros a Angola, Cuba también proporcionó becas para que los angolanos estudiaran en universidades cubanas. Cuba mostró una clara positiva y buena intención en los sectores de la medicina y la salud. Desafortunadamente, la intervención cubana en otros sectores (agricultura e infraestructura civil) fue debilitada por los ideales marxistas y los experimentos cubanos. La [[caña 
de azúcar]] cubana es más grande y tiene un rendimiento más alto que la caña  angoleña. Basándose en este simple principio, Cuba exterminó toda la caña de azúcar angoleña y la sustituyó por la "mejor" caña cubana. Desafortunadamente, la caña cubana no se adaptó al ambiente angoleño y fracasó. Había caído en picado, Cuba había aniquilado toda la caña de azúcar angoleña. Con la industria de la caña de azúcar aniquilada, Cuba canibalizó los molinos de caña de azúcar angoleños y llevó las piezas a Cuba. Cuba construyó muchas casas como parte de un amplio programa de vivienda usando una técnica de construcción industrializada que también fue experimental y se convirtió en fracaso. Hoy, los angolanos se refieren a las casas dilapidadas como las "Jaulas Cubanas".
La acumulación de pequeños incidentes comenzó a tensar la relación entre Cuba y Angola: las fuerzas cubanas eran vistas como los salvadores de Angola y se les daban privilegios especiales sobre los angoleños. Privilegios que los cubanos parecen haber abusado. Cualquier disputa menor se resolvería normalmente a favor de los cubanos, y el creciente sentimiento de que los angolanos eran ciudadanos de segunda clase en su propio país aumentó el resentimiento. 
Después de todo, los angoleños originariamente lucharon para obtener la liberación de los colonos portugueses para verse ahora sometidos a la discriminación de los cubanos.
Probablemente el mayor enfriamiento en la relación entre Angola y Cuba (durante este período) fue por el saqueo sistemático de propiedad por parte de los cubanos. Bajo el principio marxista, todos los bienes pertenecían al Estado. Como ejemplo, bajo la definición de "toda propiedad", los automóviles nacionales que uno normalmente creería que pertenece a individuos ahora pertenecen al Estado. Sin embargo, debido al conflicto y las convulsiones sociales muchos ciudadanos portugueses huyeron de Angola, abandonando sus coches. Muchos soldados cubanos de alto rango encontraron estos autos abandonados y se ayudaron a ellos. Altos funcionarios angoleños fueron insultados al encontrar muchos coches angoleños con placas angoleñas conduciendo por las calles de La Habana. Muchos incidentes similares como el saqueo cubano de maderas raras en Cabinda comenzaron a mostrar tensión en la relación entre Angola y Cuba.
La relación entre Angola, Cuba y la Unión Soviética fue irónicamente fuertemente financiada por las ventas de petróleo a los países capitalistas. Tanto la Unión Soviética como Angola eran grandes exportadores de petróleo que proporcionaban fondos para las diversas iniciativas cubanas. Durante los años 1984 a 1988 el precio mundial del petróleo se desplomó (finalmente condujo al colapso de la Unión Soviética) y la capacidad de Angola para financiar proyectos cubanos fue severamente reducida hasta el punto de que Angola ya no podía pagar ninguna asistencia extranjera y se fue en deuda. Sin dinero para dar la vuelta y las tensiones internas entre los angolanos y los cubanos, a mediados y finales de 1980 la relación bilateral cambió dramáticamente. Para Cuba ya no había ingresos de Angola, sino una operación muy costosa de financiar una fuerza militar y civil en Angola. Cuba también estaba sufriendo sus propias dificultades, basadas en una economía de comando que sistemáticamente se había vuelto demasiado costosa de manejar. Aunque las dos partes aún mantenían una relación respetuosa, la pronta salida de los ocupantes cubanos fue la conclusión inevitable.
El inminente colapso de la Unión Soviética conduce a un desesperado intento de debilitar seriamente a los enemigos militares en preparación para que el MPLA "se vaya solo". Bajo la dirección del Soviet General, a finales de 1987 se planeó un ataque para romper la espalda de la UNITA. El ataque sería lanzado desde Cuito-Cuanavale y tomar un movimiento en la fortaleza de la UNITA de Mavinga. Los militares cubanos plantearon correctamente la preocupación por todo el proceso de ataque, ya que los cubanos habían hecho un intento similar en 1985 cuando las fuerzas sudafricanas intervinieron y todo el ataque se convirtió en un fracaso desastroso. Sin embargo, el ataque siguió y como en 1985, los sudafricanos intervinieron y el ataque fue de nuevo un fracaso desastroso con la detención de las tropas soviéticas del MPLA en el río Lomba por parte de los sudafricanos. Fue en la batalla del río Lomba que el MPLA se dio cuenta de que la salida inminente de los cubanos y los soviéticos los dejaría solos y debilitados. El MPLA decidió entablar negociaciones con el objetivo primordial de sacar a los sudafricanos de Angola y combatir con esperanza la UNITA sin intervención extranjera. En una serie de batallas de seguimiento, las tropas sudafricanas y de la UNITA llevaron a las tropas del MPLA / Soviet a Cuito-Cuanavale y Batalla de Cuito Cuanavale a la ciudad de Cuito Cuanavale.
Fidel Castro se dio cuenta de que su sueño de tener a Angola como un fuerte estado marxista en África y un pizarrón para propagar el marxismo en África se evaporaría rápidamente si no prestase ayuda al MPLA. Castro reaccionó en apoyo del MPLA enviando 35.000 efectivos al estadio Cuito Cuanavale. Sin embargo, las negociaciones de paz habían progresado y Cuba necesitaba participar en las negociaciones para asegurar al menos una forma de salida honorable de Angola. Con la presencia cubana en la mesa, las negociaciones se conocieron como el Acuerdo Tripartito.
Cuba intentó romper el sitio de Cuito Cuanvale, pero descubrió que el cañón sudafricano G5 Howitzer había creado estragos, perjudicando gravemente la ruta de suministro a Cuito (la ruta de suministro se conoció como el "camino de la muerte"). Castro volvió a sus tropas hacia el sur e hizo un avance directo en la frontera de Namibia en un intento de un último ataque honorable. Una vez más, el cañón G5 sudafricano fue utilizado para aterradores resultados deteniendo el avance. Sin consultar al MPLA y los soviéticos, Castro lanzó sus aviones de combate MiG, tratando inicialmente de retirar los cañones G5, pero en el mismo vuelo se volcaron y atacaron el sistema hidroeléctrico de Caluque. Este ataque casi socavó las negociaciones de paz y de nuevo tensó la relación entre Cuba y Angola (y la Unión Soviética).
Poco después de que se alcanzaran las negociaciones y el acuerdo, Cuba aplicó su programa prescrito de retirar sus tropas de Angola, que se completó en mayo de 1991.
Aunque Cuba negoció duramente varias concesiones, relacionadas con la situación de Angola, hubo algunos puntos que Cuba reconoció:
1. Su apoyo para el (entonces) marxista-inclinado Congreso Nacional Africano (ANC) se detendría.
2. A la UNITA se le permitiría obtener apoyo de los Estados Unidos después de que el proceso estuviera completo.

Cuba también tuvo que conceder ciertos puntos relativos a Namibia y Sudáfrica (que no forman parte de este tema).
Los dos puntos de concesión de Cuba y el MPLA permitieron que Sudáfrica tratara con el ANC a su manera y permitió a EE. UU. continuar el apoyo a la UNITA para producir un cambio de poder una vez que las fuerzas extranjeras hubieran salido de Angola.

### Relación tras el acuerdo post-paz
Con el Acuerdo de Paz concluido, las fuerzas sudafricanas se retiraron de Angola y siguieron promulgando la mano democrática de Namibia. Cuba retiró todas sus tropas y ahora se enfrentó a todo el peso del colapso de la Unión Soviética. Habiendo centrado tanto de sus recursos finitos en la Segunda Revolución principalmente en África, con el foco principal en Angola, la propia economía de Cuba estaba en un estado de harapos.
Para cuba
Sin ingresos de los soviéticos y sin ingreso de Angola, la economía cubana se derrumbó y Cuba entró, lo que Fidel Castro llamó Período Especial en Período Especial de Paz y una caída del PIB del 34%.
Para Angola
Inicialmente con Cuba, los soviéticos y Sudáfrica de Angola, el MPLA pensó que podrían usar la izquierda sobre el equipo militar soviético avanzado y entregar el golpe final a la UNITA por su cuenta. Ninguna de las partes se opuso a que los Estados Unidos proporcionaran apoyo a la UNITA, causando un cambio de poder. Esta vez el MPLA ya no tenía un gran respaldo, se enfrentaron a un impasse militar y un mundo donde la democracia multipartidista con las economías capitalistas estaba mostrando éxito. El MPLA se dio cuenta de que era necesaria una nueva visión política y económica para responder tanto a sus problemas militares como a sus aspiraciones económicas. En el tercer congreso del Pueblo, el MPLA decidió que la política marxista-leninista había traído más sufrimiento que alivio y fue abandonada. El MPLA cambió su curso y abrió la puerta a una democracia multipartidista basada en una economía capitalista. Se celebraron nuevas negociaciones de paz con la UNITA, que en esta ocasión condujeron a elecciones. Sin embargo, después de la masacre de Halloween, la UNITA rechazó los resultados electorales y se volvió a las armas. La UNITA y otros partidos de la oposición afirmaron que las elecciones fueron manipuladas. Sin embargo, esta vez los Estados Unidos no apoyaron a la UNITA y ambas partes regresaron a la guerra. El MPLA no se dirigió a Cuba para recibir asistencia renovada, pero en un giro de ironía, el gobierno del MPLA empleó los servicios de un grupo mercenario sudafricano "Executive Outcomes" para ayudar a combatir la UNITA. El MPLA como gobierno elegido plenamente reconocido en toda la comunidad internacional se asoció con fuerzas militares de su anterior enemigo para derrocar a la UNITA. Con el entrenamiento superior y las tácticas bushwar de los sudafricanos junto con el armamento militar soviético impresionante todavía en la acción, el MPLA pudo eventual conducir UNITA detrás. La eventual defección de uno de los generales generales de Savimbi también ayudó a acorralar y erradicar a Savimbi

## Libros relacionados
- Piero Gleijeses, Conflicting Missions: Havana, Washington and Africa, 1959-1976 ISBN 978-0-8078-5464-8